# Nkulumashiba
Nkulumashiba è un ward dello Zambia, parte della Provincia di Copperbelt e del Distretto di Luanshya.